# Johannes von Thadden

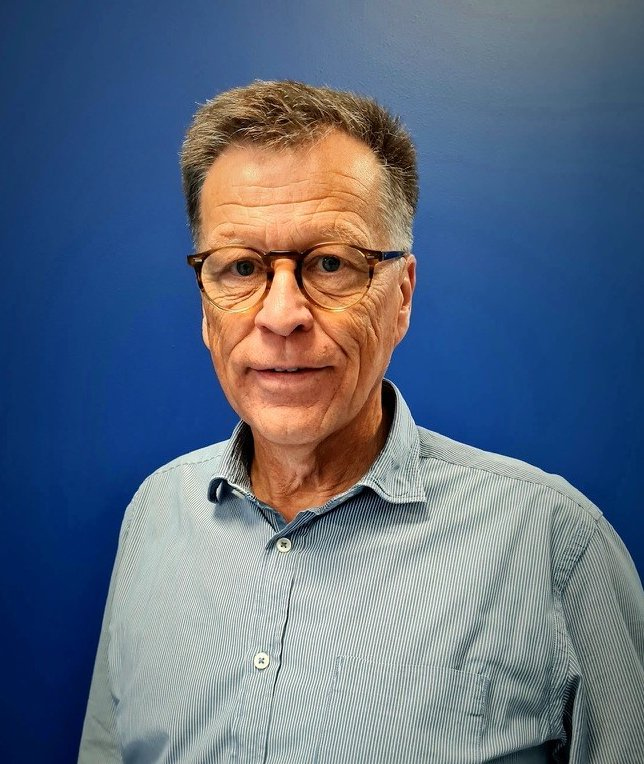
Johannes von Thadden

Johannes von Thadden (* 30. Juli 1956 in Leutkirch im Allgäu) ist ein deutscher Manager und ehemaliger Parteifunktionär. Er war von 2004 bis 2007 Bundesgeschäftsführer der CDU.

## Leben
Thadden studierte Geschichte, Volkswirtschaftslehre und Politische Wissenschaften an der Universität des Saarlandes. Nach einem Fullbrightstipendium an der University of Washington 1981/82 in den USA war er an der Universität des Saarlandes als Wissenschaftlicher Mitarbeiter im Fachbereich Politische Wissenschaften tätig und wurde dort 1984 promoviert. Thadden lebt in Warschau und Berlin.

### Beruf
Seit 1984 arbeitete von Thadden beim Deutschen Industrie- und Handelskammertag (DIHK), unter anderem als persönlicher Referent des Hauptgeschäftsführers, Franz Schoser und als Leiter des Büros des Präsidenten des DIHK, Hans Peter Stihl. Zuletzt leitete er die Abteilung Auslandshandelskammern, die Büros in 80 Ländern umfasst. Seit 2003 war er stellvertretender Generalsekretär der Konrad-Adenauer-Stiftung. Von Januar 2004 bis Februar 2007 war er als Nachfolger von Willi Hausmann Bundesgeschäftsführer der CDU. In diesem Amt folgte ihm wiederum Klaus Schüler nach.
Zum 1. März 2007 wechselte Johannes von Thadden zu Astrium, der Raumfahrttochter der Firma EADS, der heutigen Airbus Group, später wechselte er in den Vorstand von Astrium. Seit der Fusion mit Airbus Defence and Space wirkte er als Senior Vice President und als Mitglied der Geschäftsführung der Airbus DS GmbH. Vom 1. Dezember 2020 bis 31. Dezember 2023 war er CEO von Airbus Poland. Seither ist er CEO von Draco  Aircraft, einem Start-up Unternehmen der Flugzeugindustrie.
Seit 2011 ist Johannes von Thadden Co-Vorsitzender der Stiftung für deutsch-polnische Zusammenarbeit Warschau, die 1991 von der deutschen und der polnischen Regierung mit einem Stiftungskapital von 500 Millionen Euro gegründet wurde, um eine Vielfalt von Kooperationsprojekten zwischen Polen und Deutschen zu fördern.

### Persönliches
Johannes von Thadden ist der Sohn von Franz-Lorenz von Thadden und Anna-Polixena Gräfin von Mensdorff-Pouilly und ein Enkel des Reinold von Thadden. Er hat aus der Ehe mit seiner verstorbenen Frau Gudrun von Thadden geb. Kornbrust drei Kinder und vier Enkelkinder. Seit 2015 ist er verheiratet mit Małgorzata Ławrowska, bis Juni 2015 Pressesprecherin von Sejm-Marschall Radosław Sikorski und seit 2022 Vorsitzende der Stiftung OBMIN. Im Jahr 2009 wurde Thadden von Ministerpräsident Peter Müller zum Saarlandbotschafter ernannt.

## Werke
- zus. mit Udo Margedant: Mehr Effizienz und Transparenz im föderalen Staat. Ein Konzept zur Föderalismusreform in zwei Stufen. Konrad-Adenauer-Stiftung, St. Augustin 2003
- zus. mit Heinz Commer: Managerknigge 2000. Das internationale ABC der erfolgreichen Umgangsformen. Econ, München 1999, ISBN 3-612-21421-7
- Krisen in Polen: 1956, 1970 und 1980. Lang, Frankfurt a. M. 1986, ISBN 3-8204-9491-X
- Greif und Kreuz. Ein Abenteuer im Pommern des 12. Jahrhunderts. Verlag Franz Schön, Bonn 2009, ISBN 978-3-9811154-7-5
- Johannes von Thadden et al. (Hrsg.): Die Welt ist weit, und ich bin jung. Das Leben des Franz-Lorenz v. Thadden, Verlag Franz Schön, Bonn 2015, ISBN 978-3-9816420-1-8
- Dieter Bingen, Marek Hałub, Matthias Weber (Hrsg.); Johannes von Thadden: Polnisches Land. In: Mein Polen – meine Polen. Zugänge und Sichtweisen. Harrassowitz Verlag, Wiesbaden 2016, ISBN 978-3-447-10593-4.
- Markus Gestier, Katrin Mikulcic (Hrsg.); Johannes von Thadden: Satelliten und Flugzeuge... in: Beziehungsstatus: kompliziert – Dreißig Blicke auf die deutsch-französischen Beziehungen, Conte Verlag, St. Ingbert 2017, ISBN 978-3-95602-119-0
- Johannes von Thadden: Mut zu einer genialen Idee. 30 Jahre Stiftung für deutsch-polnische Zusammenarbeit, 31. Oktober 2021, auf: https://sdpz.org/assets/Johannes_von_Thadden___Mut_zu_genialen_Ideen_-_30_Jahre_SdpZ.pdf (abgerufen am 1. Juni 2024)
- Johannes von Thadden: Adam Custine – A Fighter for American Independence and Reforms in France, in: The Journal of the American Revolution, May 2024, https://allthingsliberty.com/2024/05/adam-custine-a-fighter-for-american-independence-and-reforms-in-france/ (abgerufen am 1. Juni 2024)
- Johannes von Thadden: Polen und Deutschland – alles auf gutem Weg? 17. Juni 2025, https://www.kas.de/de/web/geschichtsbewusst/essay/-/content/polen-und-deutschland-alles-auf-gutem-weg